# Primeros pobladores andinos
La llegada de los primeros seres humanos a América del sur ocurrió hace 15.000 años, según las más antiguas huellas humanas halladas en Monte Verde, actual Chile, El Guitarrero y Piquimachay, en el actual Perú.
Se cree que dichos hombres son provenientes de América del Norte. Cruzaron la América Central hasta llegar al istmo de Panamá, para continuar más al sur, yendo unos hacia la selva amazónica y avanzando otros por la cordillera de los Andes, hasta llegar a los últimos rincones de la Patagonia y de la Tierra del Fuego. También se han propuesto otras rutas, como desde Australia pasando por la Antártida hasta llegar al extremo meridional de Sudamérica, o desde Oceanía cruzando el inmenso océano Pacífico, aunque estos viajes debieron darse en épocas más tardías. 
Al igual que sus antecesores que llegaron de Asia a América del Norte, los hombres que arribaron a Sudamérica tuvieron que sobreponerse a ambientes nunca antes conocidos. En efecto, tuvieron que luchar contra el agobiante calor, la inesperada lluvia torrencial, las mesetas elevadas y frías, la selva enmarañada y sus alimañas. No obstante, una vez más, el hombre primitivo demostró su extraordinaria capacidad de adaptabilidad y conquistó las montañas, colinas y valles, espacios geográficos a los cuales ya estaba acostumbrado. 
El territorio peruano (Andes Centrales), en forma particular, ofrecía una diversidad ecológica con abundante flora y fauna, que debió ser muy atractiva para los primeros hombres. En esa lejana época, a fines del período Pleistoceno, el clima y el paisaje eran diferentes a los que existen ahora. Las temperaturas eran mucho más bajas que las actuales, lo que permitió el crecimiento de los glaciares, que absorba más agua y hacían bajar los niveles de los mares (Era del Hielo). En ese ambiente se desenvolvía una megafauna, es decir grandes animales como el mastodonte y el megaterio, ya extintos. Pero en general, ese contexto mantiene sus principales características biogeográficas. 
Aquellos primeros hombres encontraron refugio en cuevas y abrigos naturales y se dedicaron a la caza, pesca y recolección. Algunos autores sostienen que los primeros hombres eran antropófagos, es decir que se alimentaban de carne humana, pero esta es una cuestión muy discutida y que probablemente jamás se pondrá en claro. Los primeros instrumentos de los que se valió el hombre para sus actividades de caza y pesca, así como también las primeras armas que le sirvieron para atacar y defenderse, le fueron suministrados por la misma naturaleza: palos y piedras. 
Hacia el 10 000 a. C. empezaron a retroceder los hielos y el clima se hizo más benigno, dando pase al periodo Holoceno o era actual. Este cambio originó una extinción paulatina de la megafauna y el aumento de otras especies, como camélidos y cérvidos. Ello, naturalmente, trajo a la vez un cambio en el comportamiento cultural del hombre. De nómade y trashumante se hizo seminómade y luego sedentario, en un proceso que duró muchos siglos.

## Los primeros pobladores

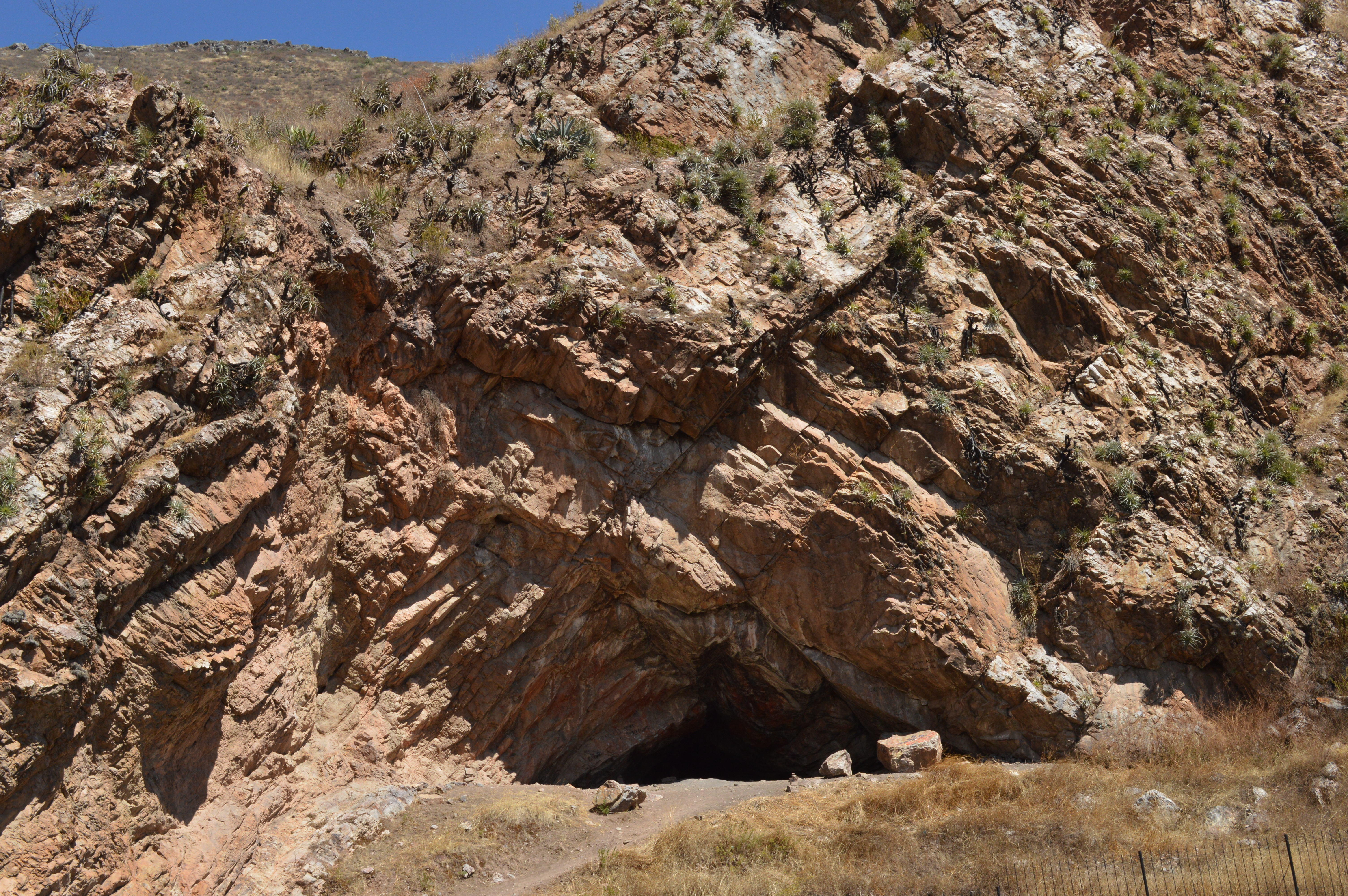
Vista desde el exterior en la Cueva de Guitarrero hacia el oeste

El espacio andino comprendido entre la línea ecuatorial y los 20º de latitud sur se convirtió en la zona preferida por las bandas de recolectores, cazadores y pescadores. Allí está la parte medular de la cordillera de los Andes, con variedad de recursos naturales y óptimos climas.
En ese tiempo, el actual territorio del Perú estaba poblado por megaflora y megafauna, es decir, por grandes vegetales y grandes animales. Por lo accidentado de los Andes, esa situación no se habría dado en todos los ambientes. Pero, en aquellos donde no se encontraban tales tipos de animales y vegetales, el hombre primitivo saciaba su hambre con frutos, raíces y peces, recursos que abundaban en varios pisos topográficos de los Andes. De manera que las zonas quechua, suni, puna, yunga y chala fueron ocupadas paulatinamente por los inmigrantes. Estos y sus descendientes se "andinizaron" hasta crear, con el transcurso de muchos siglos, la cultura andina.

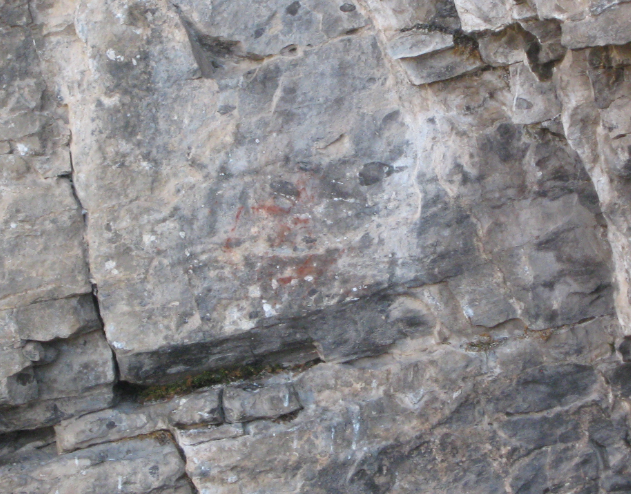
Pintura Telarmachay

Las investigaciones para este periodo se concentraron principalmente en cuevas y abrigos rocosos que se ubican sobre todo en las punas, a más de 4000 m de altura. Se han detectado ocupaciones en diversos puntos de la sierra peruana, desde Cajamarca hasta Puno. Las más conocidas son las situadas en las siguientes áreas:
- El callejón de Huaylas en Áncash, con la cueva de El Guitarrero, de 13 000 a. C.
- La cuenca de Ayacucho, con el complejo Piquimachay (con sus fases de Pacaicasa, Ayacucho, Huanta, Puente/Jaywa), la cueva de Jayhuamachay y el sitio abierto de Puente. El nivel más antiguo de Piquimachay, llamado Pacaicasa, con una antigüedad hipotética de 20 000 años, actualmente es rechazado por la mayoría de arqueólogos, por carecer de evidencias contundentes. La siguiente fase, llamada Ayacucho, tiene evidencias más confiables, con una antigüedad de 13 000 a. C. aproximadamente.
- Las punas de Junín, con las cuevas de Pachamachay,  Ccorimachay, Ushcumachay, Cuchimachay, Panaulauca y Tilarnoc. Se han encontrado en ellas restos fósiles de finales del pleistoceno e inicios del holoceno, de 12 000 a 8000 años a. C. aproximadamente. Cerca de esa región se hallaron otras cuevas y abrigos rocosos con evidencias de actividad humana remota, como el abrigo de Telarmachay.
- La sierra de Huarochirí, en Lima, con las cuevas de Tres Ventanas, donde se hallaron cuatro cuerpos humanos bien conservados, con una antigüedad de 8000 a. C.
- La región de Huánuco, con las cuevas de Lauricocha y Huargo. En Lauricocha, investigada por Augusto Cardich, se hallaron restos óseos humanos significativamente importantes, pues la muestra se compone de esqueletos de niños y adultos. Tiene una antigüedad máxima de 8000 a. C.
- Las punas de Huancayo y Cerro de Pasco, sierra central peruana, con el abrigo rocoso de Piedras Gordas y otros más.
- Las cuevas de Toquepala, en Tacna, en el sur del Perú, donde destacan pinturas rupestres, con una antigüedad probable de 8000 a 7000 a. C.

En la costa, donde el modo de vida de sus primeros pobladores fue diferente al de sus coetáneos de la sierra, se han hallado evidencias de la presencia humana que no bajan de los 10 000 años. Ello se entiende ya que antes del cambio climático que marcó el paso del Pleistoceno al Holoceno, la costa era mucho más ancha y es muy probable que los restos más antiguos se hallen sumergidos bajo el mar. Los yacimientos más importantes de la costa peruana se hallan en las siguientes áreas:
- Región de Chillón-Ancón, en la costa central, con los restos de Chivateros, Cerro Oquendo y La Pampilla. En Chivateros se halló el más grande taller lítico del hombre primitivo, de hacía el 9500 a. C.
- Valle de Chicama, en la costa norte, La Libertad, donde se halla el complejo arqueológico de Paiján, cuyos principales yacimientos son Paiján y Pampa de los Fósiles. Su principal característica cultural es una punta lítica bifacial con pedúnculo que ha dado su nombre a toda una tradición lítica, llamada “paijanense”, que se extendió por gran parte de la costa peruana, desde Piura hasta Ica. Los “hombres de Paiján” eran cazadores de cérvidos y camélidos, mas no de megafauna, ya extinguida para su época. En Pampa de los Fósiles se hallaron restos óseos humanos considerados como los más antiguos del Perú (hacia 8000 a. C.).

¿Cuál era la dieta de los primeros pobladores andinos?
En  América del Sur, gracias a la buena conservación y cantidad de registros del yacimiento de Huaca Prieta en Perú, el equipo ha podido reconstruir cómo vivían y qué comían los habitantes de esta área en la Edad de Hielo, hace 15.000 años.
Cronología
El periodo que se inicia con la llegada de los primeros hombres al territorio andino, se denomina Periodo Lítico Andino y se extiende de 13 000 a 7600 a. C. Se llama “lítico” pues las evidencias más significativas de esa época son las herramientas de piedra, que ha permitido determinar diversas “tradiciones” o culturas líticas.

Línea del tiempo de la Prehistoria de América del Sur y Asia por todo el continente
Línea superior "correspondencia a las Migraciones"
Línea inferior "desarrollo de civilización en América''

## Pobladores representativos
| Poblador                                   | Ubicación                                                                    | Ubicación   | Antigüedad            | Descubridor (es)                                  | Característica |
| ------------------------------------------ | ---------------------------------------------------------------------------- | ----------- | --------------------- | ------------------------------------------------- | --- |
| Poblador                                   | Zona                                                                         | Región      | Antigüedad            | Descubridor (es)                                  | Característica |
| El hombre de Piquimachay I (Fase Ayacucho) | Cueva de Piquimachay                                                         | Ayacucho    | 13 000 a. C.          | Richard Mc Neish                                  | Algunos artefactos líticos y huesos de paleofauna. Posiblemente constituyen los indicios del poblador más antiguo del Perú. |
| El hombre de Guitarrero I                  | Vertiente occidental de la cordillera Negra.                                 | Áncash      | 11 000 a 10 000 a. C. | Thomas Lynch                                      | Restos óseos humanos más antiguos hallados en el Perú (fragmentos escasos: un premolar y una falange). Caza de camélidos y venados, recolecta intensiva. Restos de fogones. Trashumancia. Artefactos líticos de la tradición Lauricochense. |
| El hombre de Panaulauca                    | Lago Chinchaycocha                                                           | Junín       | 11 000 a. C.          | Ramiro Matos Mendieta y John Rick                 | Restos líticos |
| El hombre de Pachamachay                   | Cueva de Pachamachay, puna de Junín.                                         | Junín       | 11 000 a. C.          | Ramiro Matos Mendieta y John Rick                 | Caza intensiva de camélidos y venados. Artefactos líticos de la tradición Lauricochense. |
| El hombre de Huargo                        | -                                                                            | Huánuco     | 11 000 a. C.          | Augusto Cardich                                   | Pinturas rupestres (dibujos de animales) |
| El hombre de Tacahuay                      | -                                                                            | Moquegua    | 11 000 a. C.          | David Keefen                                      | Poblador más antiguo de la costa sur. Primer marisquero del Perú y América. |
| El hombre de Paiján                        | Valle de Chicama, Cupisnique.                                                | La Libertad | 10 000 a. C.          | Rafael Larco Hoyle, Junius Bird, Claude Chauchat. | Restos óseos humanos más antiguos del Perú (completos). Poblador más antiguo de la costa norte. Entierros funerarios más antiguos del Perú. Fabricación de grandes puntas de piedra. Artefactos líticos de la tradición Paijanense.         |
| El hombre de Jayhuamachay I                | Cueva de Jayhuamachay                                                        | Ayacucho    | 10 000 a. C.          | Richard MacNeish                                  | Artefactos líticos de la tradición Lauricochense. |
| El hombre de Chivateros                    | Desembocadura del río Chillón, pampa de Piedras Gordas y Loma de Carabayllo. | Callao      | 9500 o 7000 a. C.     | Edward Lanning                                    | Zona de canteo más grande del Perú. Artefactos líticos de la tradición Paijanense. |
| El hombre de Toquepala                     | Cueva del Diablo                                                             | Tacna       | 9000 a. C.            | Miomir Bojovich, Emilio González                  | Pinturas rupestres de caza de camélidos. Artefactos líticos de la tradición Lauricochense e influencia de la tradición Viscachanense. |
| El hombre de Tres Ventanas o de Escomarca  | Sierra de Huarochirí                                                         | Lima        | 8000 a. C.            | Bernardino Ojeda                                  | Sepulturas humanas con osamentas momificadas. Puntas líticas, lascas y raederas. Artefactos líticos de la tradición Lauricochense. |
| El hombre de Telarmachay I                 | San Pedro de Cajas.                                                          | Junín       | 8000 a. C.            | Danièle Lavallée                                  | Caza intensiva de venados y camélidos. Artefactos líticos de la tradición Lauricochense. |
| El hombre de Lauricocha                    | Cuevas de Lauricocha                                                         | Huánuco     | 7500 a. C.            | Augusto Cárdich                                   | Restos óseos humanos más antiguos de la sierra del Perú. Primeros entierros funerarios de la sierra. Caza intensiva de camélidos y venados. Semisedentarismo. Artefactos líticos de la tradición Lauricochense.                             |
| El hombre de Siches                        | -                                                                            | Piura       | -                     | James Richardson                                  | Recolecta de moluscos y pesca de peces. Pinturas rupestres. Artefactos líticos poco especializados de la tradición del Extremo Norte. |
| El hombre de La Cumbre                     | -                                                                            | La Libertad | -                     | Paul Ossa                                         | Pinturas rupestres, restos líticos. |

## Primeros pobladores en el actual territorio de Perú
En el altiplano andino existe un gran número de poblaciones indígenas que han vivido ahí desde hace miles de años. 

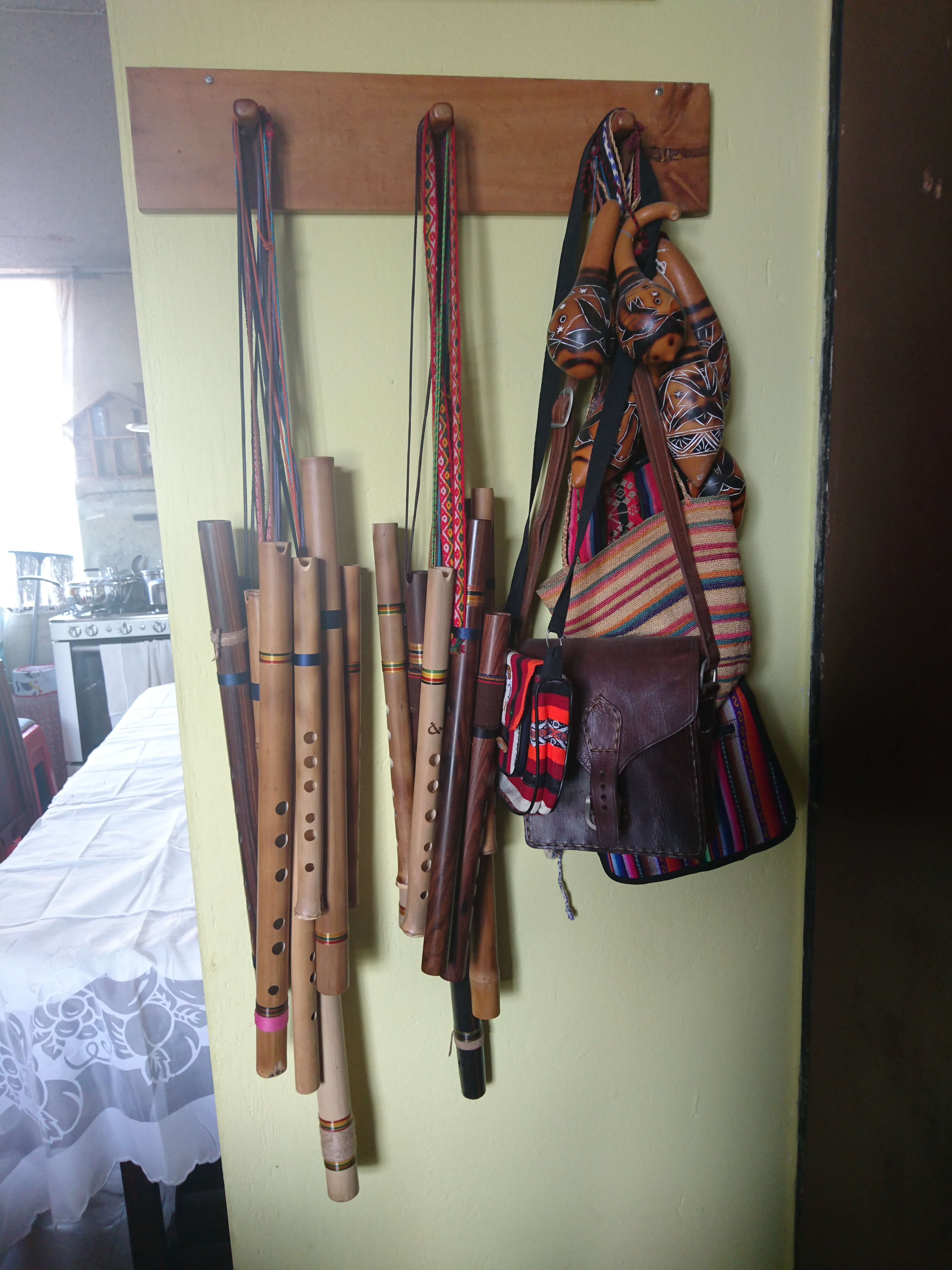

Tan solo en el Perú existen más de 70 etnias, que conforman un 30% de la población nacional, entre ellos los quechuas, aymaras y arawaks. Sin embargo, hay un grupo minoritario que se ve a sí mismo como descendiente de la cultura que se cree fue la primera y, en su momento, la predominante en los Andes: los urus.
Unos 2 000 urus viven en el Perú. Ellos afirman que descienden de las culturas urus de la antigüedad, pero hay quienes aseveran que los verdaderos urus desaparecieron hace mucho tiempo y que la supuesta herencia ancestral es un pretexto para atraer turismo y hacer valer derechos especiales sobre los recursos del Titicaca.
Para conocer la historia uru, el Proyecto Genográfico obtuvo muestras de ADN de 388 pobladores que vivían en los Andes de Perú y Bolivia.
El territorio peruano (Andes Centrales), en forma particular, ofrecía una diversidad ecológica con abundante flora y fauna, que debió ser muy atractiva para los primeros hombres. En esa lejana época, a fines del período Pleistoceno, el clima y el paisaje eran diferentes a los que existen ahora. Las temperaturas eran mucho más bajas que las actuales, lo que permitió el crecimiento de los glaciares, que captaban más agua y hacían bajar los niveles de los mares (Era del Hielo). En ese ambiente se desenvolvía una megafauna, es decir grandes animales como el mastodonte y el megaterio, ya extintos. Pero en general, ese contexto mantiene sus principales características biogeográficas.
Aquellos primeros hombres encontraron refugio en cuevas y abrigos naturales y se dedicaron a la caza, pesca y recolección. Algunos autores sostienen que los primeros hombres eran antropófagos, es decir que se alimentaban de carne humana, pero esta es una cuestión muy discutida y que probablemente jamás se pondrá en claro. Los primeros instrumentos de los que se valió el hombre para sus actividades de caza y pesca, así como también las primeras armas que le sirvieron para atacar y defenderse, le fueron suministrados por la misma naturaleza: palos y piedras.
Hacia el 10 000 a. C. empezaron a retroceder los hielos y el clima se hizo más benigno, dando pase al periodo Holoceno o era actual. Este cambio originó una extinción paulatina de la megafauna y el aumento de otras especies, como camélidos y cérvidos. Ello, naturalmente, trajo a la vez un cambio en el comportamiento cultural del hombre. De nómade y trashumante se hizo seminómade y luego sedentario, en un proceso que duró muchos siglos.

## El Guitarrero

### Ubicación geográfica
La cueva del Guitarrero está situada en la cordillera Negra, Callejón de Huaylas, departamento de Áncash, provincia de Yungay, a 2 km al norte del pueblo de Shupluy y a 1 km al oeste de Mancos, a 450 kilómetros al norte de Lima, orilla occidental del río Santa.

### Características del lugar
Es una cueva cuya boca da al este, por "donde sale el Sol". Se halla en la ladera oriental de la cordillera Negra, a 150 metros de altura sobre el nivel del río Santa, a una altitud de 2500 m s. n. m., por lo que pertenece a la región quechua.
Hay restos fósiles que demuestran que fue ocupada por las primeras bandas llegadas al Callejón de Huaylas. Fue utilizada durante todos los siglos del nomadismo y de la etapa de la agricultura incipiente, por lo que en sus diversos estratos se hallan restos fósiles de esa evolución.

### Contenido de los estratos
En la capa más profunda de la cueva de El Guitarrero se ha hallado restos de una industria lítica de lascas, donde sobresalen una punta de proyectil y un cuchillo. Ambos son bifaciales.
En los estratos superiores, se encontraron otros objetos de posterior data y de mucho valor arqueológico, tales como otros instrumentos de piedra, objetos de hueso y barro, huacos y fósiles de frijoles, maíz y otros vegetales que el hombre andino estaba domesticando.

### Primera industria andina
Según su descubridor, el arqueólogo estadounidense Thomas Lynch (Universidad de Cornell), la punta de proyectil y el cuchillo de piedra tallada son "restos de las cosas que usaron o hicieron los hombres, no restos humanos esqueléticos como en otros sitios".

### Antigüedad
Esos instrumentos líticos, los primeros que el hombre andino produjo esculpiendo lascas, tienen una antigüedad de 12 560 años a. C.
En el "Primer Encuentro Internacional de Peruanistas", que realizó la Universidad de Lima en el mes de septiembre de 1996, los arqueólogos, antropólogos, historiadores y otros científicos que participaron en ese evento cultural estuvieron de acuerdo con la exposición del doctor Augusto Cardich, quien ratificó la antigüedad de los restos de Lauricocha y El Guitarrero, pero puso en duda la de Paccaicasa. Sobre El Guitarrero, dijo:

"... esa una verdad científica que se trata de los restos más antiguos del poblamiento andino".

Según él, debe situarse en los 13 000 años a. C, el tiempo de la primera instalación humana en el actual territorio peruano, en El Guitarrero.

### Cultivos
Otro detalle que es sorprendente en el hombre de la Cueva del Guitarrero es una de las evidencias de la más antigua actividad agrícola de América, habiéndose encontrado en la cueva restos de cultivos de olluco, yuca, caigua, quinua, chirimoya, pallar, frijol, maíz, ají, lucuma, zapallo, oca y papa. Sin embargo, estos ya pertenecen al siguiente periodo de la prehistoria andina, llamado Arcaico Temprano (de 8000 a 3000 a. C.).

## Piquimachay

### Ubicación geográfica
La cueva de Piquimachay se encuentra ubicada en el departamento de Ayacucho a 12 kilómetros al norte de la capital departamental, en la región sierra quechua, a una altitud de 2740 m s. n. m.

### Estudios
El arqueólogo Richard MacNeish, que lo investigó a fines de la década de 1960, calculó para su estrato más profundo, que denominó Pacaicasa, una antigüedad de 17 500 a. C. Sin embargo, este fechado ha sido muy discutido por la mayoría de arqueólogos, pues se obtuvo por asociación de instrumental lítico de presunta fabricación humana con huesos de megafauna (oso perezoso gigante), habiendo la fuerte probabilidad de que dichas piezas líticas se traten simplemente de material rocoso desprendido de las paredes de la cueva de manera natural  y mezclados casualmente con los huesos de animales. Actualmente existe la tendencia de rechazar a Pacaicasa como el vestigio del primer hombre del Perú, por carecer de evidencias convincentes. La siguiente fase de Piquimachay, Ayacucho, contiene evidencias más confiables, con un antigüedad de 13 000 a. C. aproximadamente.

### Fitofauna
En aquel tiempo, hacía 15 000 años, la zona estaba cubierta de abundante pasto, hierbas y grandes árboles. Era el hábitat de animales gigantes (megafauna) como el perezoso o megaterio americano, mamut peludo, mastodonte, tigre dientes de sable, etc.
Abundaban también camélidos o paleolamas, cérvidos, pumas y caballos americanos. La cadena biológica silvestre se completaba con animales menores como la rata, el ratón, el conejo, el cuy, la vizcacha, el zorrino, el pato, etc.

### Evidencias arqueológicas
Se ha hallado casi 200 utensilios primitivos en la cueva de Piquimachay. La mayor parte son raspadores y cuchillos de piedra. Unos cuantos son de hueso. Según el arqueólogo Richard MacNeish, constituyen las herramientas más antiguas hechas por el hombre andino.
Sobresalen dos puntas de proyectil, probablemente de las primeras flechas o lanzas que se fabricaron en los Andes para cazar animales, denominadas en América del Sur "Puntas cola de pescado".

### Modo de vida
Vivían de la recolección de frutos y raíces silvestres, y también de la caza de animales salvajes. Esas primeras bandas u hordas humanas, dependientes totalmente de los recursos de la naturaleza, eran nómades o trashumantes y se trasladaban de un lugar a otro en búsqueda de alimento. Las cuevas, como Piquimachay, les servían como refugio temporal, almacén y santuario.

## Megafauna andina
Algunos ejemplares de la megafauna andina fueron:

### Megaterio
Mamífero de América del Sur, del orden de los desdentados, de 6 metros de longitud y 2 metros de altura, de huesos más robustos que los del elefante, de cabeza relativamente pequeña, cuerpo muy grueso, de cola larga, pero de patas cortas y pies grandísimos, con dedos armados de uñas fuertes y corvas. Era herbívoro.

### Mastodonte
Mamífero parecido al elefante; con dos dientes incisivos en cada mandíbula, de más de un metro de longitud y molares redondeados.

### Paleolama
Antecesor de los camélidos americanos. De mayor tamaño que la llama, la alpaca, el guanaco y la vicuña.

### Cérvido
Mamífero rumiante cuyo macho tenía cuernos ramificados. Familia de los venados, tarucas, renos y ciervos.

### Tigre dientes de sable
Gran felino, del género Smilodon, de colmillos grandes y filosos. A diferencia de lo que indica su nombre tradicional, no pertenece a la familia de los tigres.